# クビワペッカリー
クビワペッカリー (Tayassu tajacui) は、南北アメリカ大陸に生息する、イノシシに似た草食性哺乳類である。鯨偶蹄目 - イノシシ亜目（猪豚亜目）- ペッカリー科に属する。種名はブラジル、グアラニー族の言葉より。ハベリナ (javelina) とも呼ばれるが、各地域によりchacaro、baquiro、javaliなどという呼び名がある。

## 分布
北アメリカ大陸南西部、中米全域、南アメリカ大陸の南西部を除く地域。

## 形態
体長75 - 100cm、体高約46cm、尾長1.5 - 5.5cm、平均体重約14 - 18kg、ペッカリー科現生3種の中では最も小型となる。頭部は鼻先が尖った楔形。眼は小さく、また外耳も小さく丸みを帯びている。牙（犬歯）は小さく、下向きに湾曲する。胴体は樽型で、四肢は細く長い。肢端はやや古い形質を残しており、地面に着いた二つの蹄とやや上方にある爪の合計三本の趾がある。走行に適応し、時速32キロほどで走行が可能である。体毛は暗灰色で、喉元には白からやや黄色みがかった首輪状の帯がある。雌雄はよく似通っており、遠目からでは区別がつきにくい。

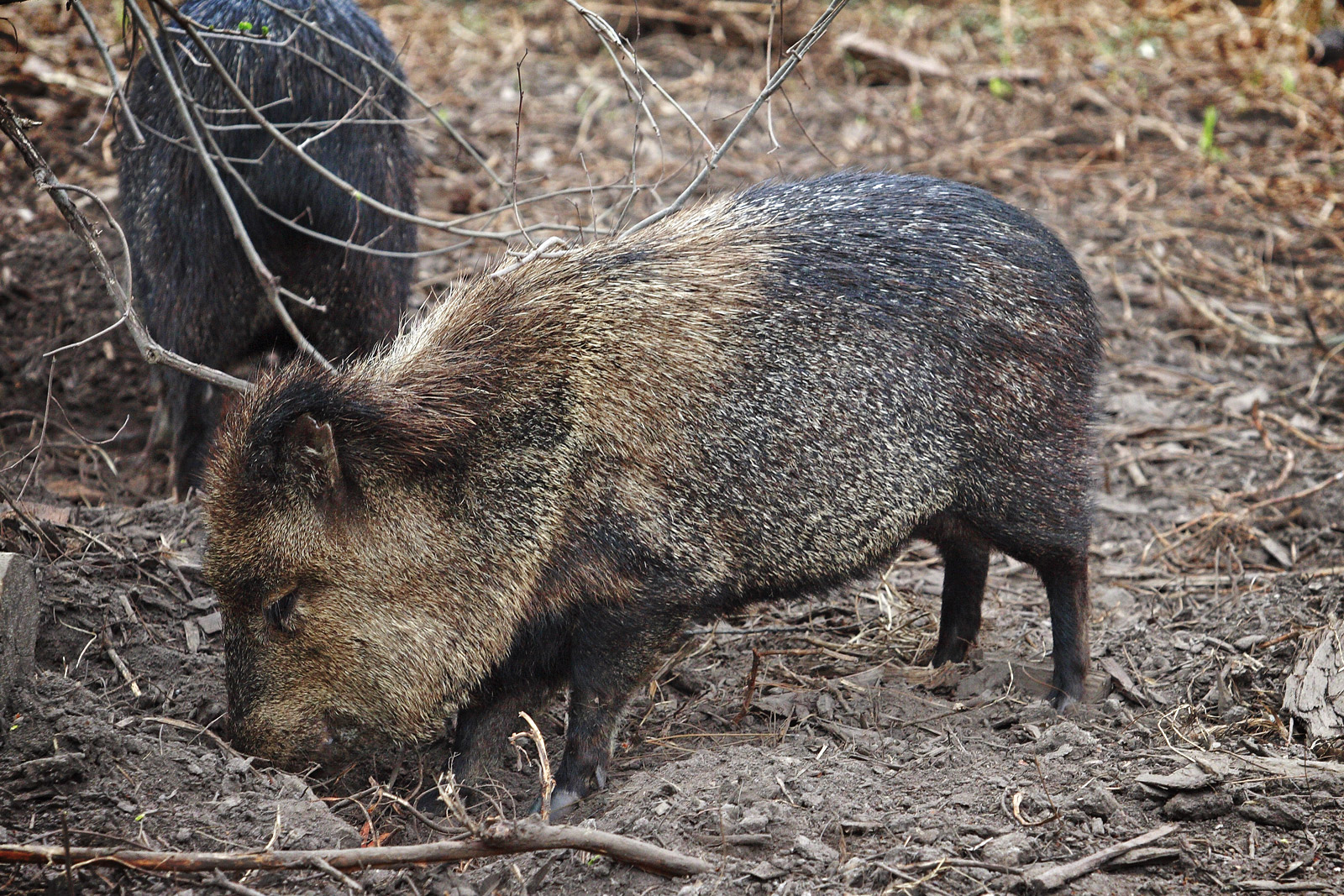
クビワペッカリー。メルボルン動物園にて。
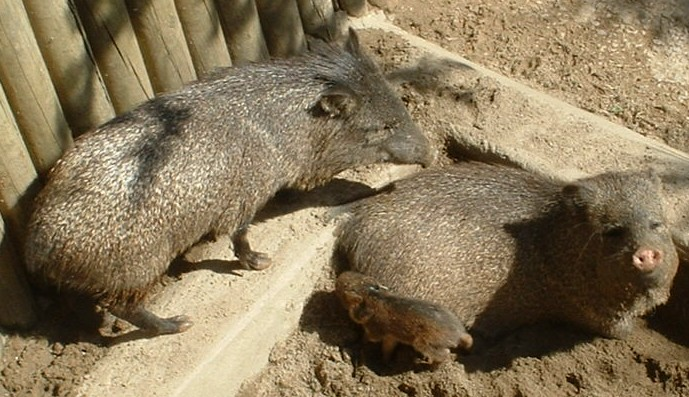
親子

## 生態
新大陸の砂漠から森林、疎林、渓谷、海抜2,700メートルの山地や海沿いの熱帯林まで幅広い地域に住む。肝臓の機能に優れるため乾燥には強く、また他の気候に対しても順応性が高い。人工の環境にも適応し、二次林や耕作地、市街地にまで姿を現す。こうした適応力は、他のペッカリーとは異なる点である。本来は熱帯域に生息していたと推定されているが、高い適応能力を持っているために極端な寒冷域を除く地域に進出している。
性格は社会的で、大抵が6 - 7頭程度の小規模な群れを構成するが、稀に30頭以上の大規模なものも存在する。これにより、ジャガーやピューマなど、強力な捕食者から身を守る。アメリカワニ、オリノコワニ、クロカイマンも天敵に含まれている。群れの構成員の年齢は性別はまちまちであり、雌が雄に対して支配的である傾向はあるが、上下関係などはあまりはっきりしていない。群れ内部では毛繕い（グルーミング）や鳴き声でコミュニケーションをとる。グルーミングの際には臭腺の臭いを嗅ぎ、互いに擦り付けあうことでにおいを分かち合う。また、群れのメンバー同士で呼び合う低い唸り声や犬のような吠え声、威嚇時の犬歯の咬み鳴らしなど、様々なパターンの行動が観測されている。時として小競り合いなども発生するが、この際は犬歯の咬み鳴らしによる威嚇が行われ、時として牙で噛み合うなどの闘争に発展する場合もある。
食性は雑食。小動物を捕らえて食べる場合もある。また、地表に落下した果実や種子を拾ったり、地下茎などを探して地面を掘り返す。ただし、腐葉土などを掘り返したりすることは少ない。時として耕作地に入って野菜や花、穀物なども食べる場合もある。また、旱魃に晒されることも少なくない中米地域においてはサボテンなどの多肉植物を食べることが知られている。これらは棘や毒を持つものも少なくないが、クビワペッカリーは出来る限りそれらの少ないものを見分け、利用するという。ウチワサボテンなどは脚で葉を地面に押さえて固定し、皮を剥いで内部の柔らかい部分を食べている。
妊娠期間は145日ほど。1 - 4頭の幼獣を出産する。ただし、大抵の場合は2頭以下である。ペッカリー科の雌は二対の乳房を持つが、このうち一対しか機能していない場合も少なくない。出産や授乳は立ったまま行う。巣などは作らず、幼獣は1 - 2時間ほどで歩行が可能となる。旱魃期などには生んだばかりの幼獣を母親がすぐに食べてしまうなどの子殺しも観測されている。群れのうち、全ての雌が出産するというわけではなく、繁殖を行うのは大人となった2 - 3頭程度である。出産の後数週間は、母親は血縁の雌しか子に近付けることはない。これらは年若い雌であり、大抵母親の妹などであることも多い。これらは出産時の胎盤を摂取することでホルモンを取り込み、授乳などが可能となる。この雌達は子守りとして育児を手伝い、万一母親が死ぬことがあれば、代理の母として子供達を育てることになる。

## 人間との関係
人工の環境にも適応し、あまりヒトを恐れない。一方、乱獲や分断などの問題も生じている。ユーラシアから持ち込まれたブタとも生息域や食性が重なることもあり、生息環境を脅かされることもある。